# Joseph Hardy (director)
Joseph Hardy (8 de marzo de 1929 - 6 de junio de 2024) fue un director estadounidense ganador del premio Tony, director de teatro, director de cine, productor de televisión y ocasional intérprete.

## Biografía
Como productor de televisión, produjo dos telenovelas diurnas en la década de 1960: Ben Jarrod en NBC y A Time for Us en ABC. Fue productor ejecutivo de Love Is a Many Splendored Thing, Ryan's Hope y General Hospital. Además, fue productor ejecutivo de James at 15/16, un drama en horario estelar que se emitió en NBC.
En 1967, ganó el Drama Desk Award al Mejor Director  por You're a Good Man, Charlie Brown, y ganó el Tony Award al Mejor Director de una Obra en 1969 por Child's Play. Su película de 1974 Great Expectations fue presentada en el Noveno Festival Internacional de Cine de Moscú en 1975.
Hardy falleció el 6 de junio de 2024, a la edad de 95 años.